# Country Club Hills, Illinois
Country Club Hills är en stad (city) i Cook County, i delstaten Illinois, USA. Enligt United States Census Bureau har staden en folkmängd på 16 615 invånare (2011) och en landarea på 12,5 km².